# وو سيونغ يون
وو سيونغ يون (24 مايو 1983 - 27 أبريل 2009) ممثلة وعارضة ازياء كورية جنوبية.

## السيرة الذاتية

### المهنة
بدأت وو حياتها المهنية كعارضة ازياء في الإعلانات التجارية للمجلات والتلفزيون، وظهرت في أدوار ثانوية في أفلام Herb عام 2007 و Private Eye عام 2009. كانت تحت وكالة Yedang Entertainment في عام 2008، لكنها لاحقًا أصبحت تحت وكالة Oracle Entertainment في فبراير 2009. كانت وو تخضع لعلاج الاكتئاب، بعد أن تعرضت لضغوط شديدة بعد عدد من الاختبارات الغيرناجحة. في وقت وفاتها، كانت في إجازة من جامعة تشونغ أنغ حيث درست اللغة الفرنسية والأدب.

### الوفاة
في 28 أبريل 2009، تم العثور على وو معلقة في منزلها في جامسيل دونغ، سول، في انتحار واضح. تم اكتشاف جسدها في الساعة 7:40 مساءً من قبل زميلتها في الغرفة. قبل وفاتها، أرسلت وو رسالة نصية إلى أختها تقول فيها «أنا آسفة»، وتركت ملاحظة في مذكراتها كتب عليها «أنا أحب عائلتي. أنا آسف جدًا لترككم مبكرًا».  تعتقد الشرطة أن الاكتئاب سبب بوضعها بخوف من المستقبل أدى إلى انتحارها.

### الأفلام
| السنة | العنوان     | الدور       |
| ----- | ----------- | ----------- |
| 2007  | Herb        | فتاة هان-مو |
| 2009  | Private Eye | كاي-دونغ    |

## روابط خارجية
- وو سيونغ يون على موقع IMDb (الإنجليزية)
- وو سيونغ يون على موقع كينوبويسك (الروسية)